# Maggi
Maggi és una marca internacional de sopes instantànies, de dauets de brou, ketchups, salses, condiments i fideus instantanis. Propietat de Nestlé des de 1947, la companyia original va ser fundada a Suïssa el 1872 per Julius Maggi.